# Euthera barbiellinii
Euthera barbiellinii là một loài ruồi trong họ Tachinidae.